# Ivan Alekszandrovics Ignatyjev
Ivan Alekszandrovics Ignatyjev (Oroszul: Иван Александрович Игнатьев) (Acsinszk, 1999. január 6. –) orosz korosztályos válogatott labdarúgó, a Kabylie játékosa.

## Pályafutása
2017. július 27-én debütált az első csapatban tétmérkőzésen az Európa-liga harmadik selejtezőkörében a Lyngby BK ellen. Augusztus 10-én a bajnokságban is bemutatkozott az Ahmat Groznij ellen 3–2-re megnyert mérkőzésen, a 92. percben ő állította be a végeredményt. 2019. december 28-án jelentették be hivatalosan, hogy 2024. május 30-ig aláírt a Rubin Kazany csapatához. 2022. február 2-án kölcsönbe került a Krilja Szovetov Szamara csapatához a 2021–22-es szezon végéig, kivásárlási opcióval. 2022. június 27-én közös megegyezéssel szerződést bontott a Rubin Kazannyal.
2022. július 21-én egy szezonra írt alá a Lokomotyiv Moszkvával, két szezonra szóló hosszabbítási opcióval. 2022. augusztus 28-án mesterhármast szerzett 11 perc alatt az Orenburg ellen 5–1-es győzelmet hozó találkozón. 2023 júniusában távozott a Lokomotivtól. 2023. június 22-én csatlakozott a Szocsihoz. 2024. január 14-én közös megegyezéssel elhagyta a klubbot. 2024. június 29-én az örmény Urartu bejelentette leigazolását a Železničar Pančevo csapatától.  2025. február 6-án, miután 19 mérkőzésen 13 gólt szerzett az Urartu színeiben, elhagyta a klubot, hogy az algériai Kabylie csapatába igazoljon.

### A válogatottban
Végigjárta a korosztályos válogatottakat. 2017. augusztus 31-én mutatkozott be az orosz U21-es labdarúgó-válogatottban az örmény U21-es labdarúgó-válogatott ellen a 2019-es U21-es labdarúgó-Európa-bajnokság selejtező mérkőzésén.